# José Antonio de San Alberto
José Antonio de San Alberto (El Frasno, Aragón, España, febrero de 1727 - La Plata (actual Sucre), Bolivia, marzo de 1804) fue un religioso español, educador, benefactor, orador y publicista de actuación en el virreinato del Río de la Plata y el Alto Perú siglo XVIII. Fue vigesimoquinto arzobispo de Charcas y obispo de Almería.

## Biografía
Nació en el Fresno, provincia de Aragón el 17 de febrero de 1727. Hijo del doctor en medicina Agustín Campo e Isabel Julián, al ingresar a la orden de los carmelitas descalzos cambió el apellido paterno por San Alberto , en honor del santo reformador de dicha orden.
Ingresó al convento de San José de Zaragoza donde se doctoró en Teología y Leyes. En 1766 fue nombrado prior del convento de Santa Teresa de Zaragoza. Desempeñó varios cargos, destacándose como procurador general de la Orden en la Corte de Madrid; fue predicador de su Majestad y examinador sinodal del arzobispado de Toledo. En dos ocasiones ejerció el generalato de la orden en España.
El rey Carlos III lo presentó en 1778 para el obispado de Córdoba del Tucumán y llegó al virreinato del Río de La Plata el 28 de abril de 1780. Fue su principal interés difundir la educación en su extensa diócesis, y se esmeró en formar súbditos del rey y de la fe. Fundó el Colegio de Huérfanos de Córdoba y convocó a un gurpo de beatas para que lo atendieran. Las beatan será los inicios de la Congregación de Hermanas Carmelitas de Santa Teresa de Jesús que son -de facto- las religiosas de vida activa más antiguas de Argentina. Allí vivió entre 1917 y 1965 la Sierva de Dios Pura Rosa del Carmen Olmos conocida como Hermana Purita.  
Por su fecunda labor fue ascendido en 1784 a Arzobispo de Charcas. Durante su gobierno mandó construir el convento de San Felipe de Neri en La Plata, para el cual financió el traslado de los sacerdotes fundadores desde Lima. Fundó asimismo los orfanatos de niñas huérfanas de Cochabamba y La Plata. Fue orador ejemplar, y pronunció "observaciones" a la oración fúnebre de Carlos III. Son conocidas sus cartas pastorales que publicó la Imprenta de Niños Expósitos durante diez años.
En 1801 fue elegido Obispo de Almería pero no alcanzó a regresar a su país.
Falleció en La Plata (actual Sucre) el 25 de marzo de 1804. (Abecia; 1939: p. 250). Fue velado en una celda de la congregación de San Felipe Nery. Es célebre la oración que en su homenaje pronunció el canónigo Matías Terrazas en sus honras fúnebres.
Una calle de la ciudad de Sucre lleva su nombre en homenaje a su labor eclesiástica y educativa 
También una calle de la ciudad de Buenos Aires y otra de Córdoba llevan el nombre Obispo San Alberto en homenaje a su labor.